# Багірмі (королівство)

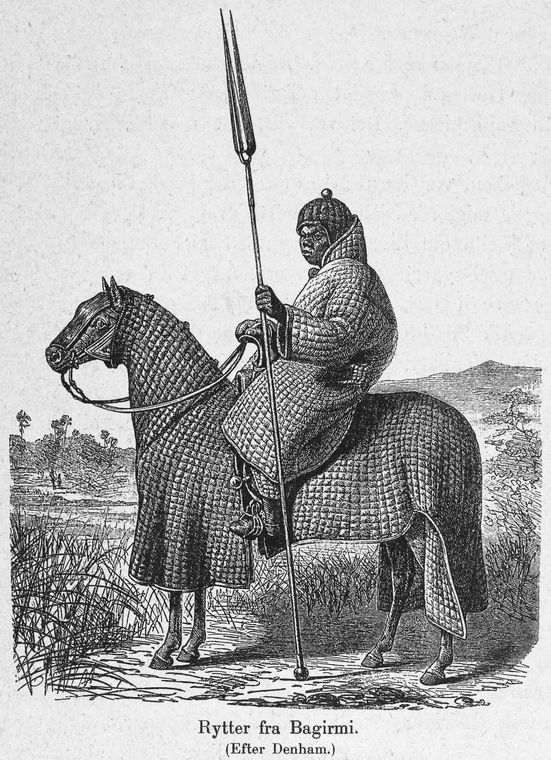
Воїн багірмі (1823)

Багірмі — африканська мусульманська держава народу багірмі, що існувала в XVI—XIX ст. на території теперішнього Південно-Західного Чаду. В державі існував феодальний лад. У 1897–1900 рр., підкорена французами.
Султанат розташовувався на території сучасного Чаду, залежні території також охоплювали північно-західні області Центральноафриканської Республіки. Столицею Багірмі було місто Масенья.
Першим правителем султанату був Мбанго (титул правителя) Бірні Бессе. При Абдуллі IV (1568–1608 рр.) іслам був прийнятий як державна релігія. Буркоманда I і Дала Бірні II з кінця XVII ст. домоглися значного розширення держави.

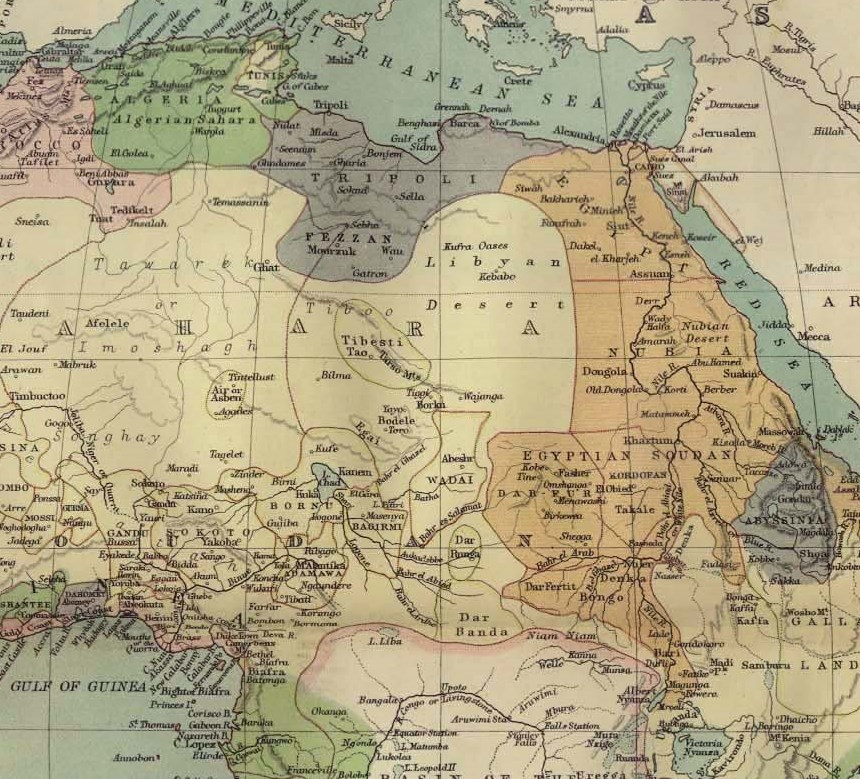
Багірми на карті Африки 1885

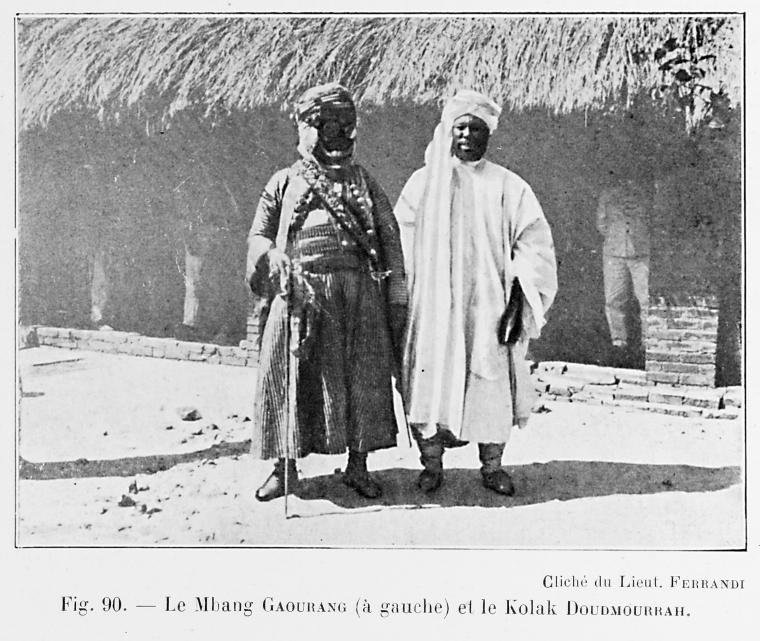
Мбанго Абд-ар-Рахман 1918 р.

До XVII століття Багірмі знаходилося у васальній залежності від Борно. В період незалежності в XVIII столітті, за часів Мухаммада аль-Аміна султанат досяг розквіту, встановивши політичний контроль над невеликими прилеглими політичними структурами й уклавши союз з кочовими об'єднаннями. Але вже в 1871 р. Багірмі був завойований султаном Вадая. Рятуючись від експансії Вадда в 1893 році, султан Багірмі Абд-ар-Рахман Гваранга звернувся з проханням про захист до Франції. Однак уже в наступному 1894 р. столиця була захоплена і розграбована військами Рабеха вад Фадлуллаха, колишнього раба єгипетського паші Аль-Зубаяр Рами.
В 1894 році територія султанату була розділена між Францією і Німеччиною, а в 1911 р. Німеччина передала свою частку Франції.
Сьогодні султанат Багірмі зі столицею Масенья інтегрований в державну систему Чаду. Титул Мбанго існує і до цього дня.